# استیون تامپسون
استیون تامپسون (انگلیسی: Stephen Thompson؛ زادهٔ ۱۱ فوریهٔ ۱۹۸۳) ورزشکار هنرهای رزمی ترکیبی و کاراته‌کا اهل ایالات متحده آمریکا است.
از فیلم‌ها یا برنامه‌های تلویزیونی که وی در آن نقش داشته‌است می‌توان به مانند مایک اشاره کرد.